# Juillet 1776

## Événements
- 4 juillet :

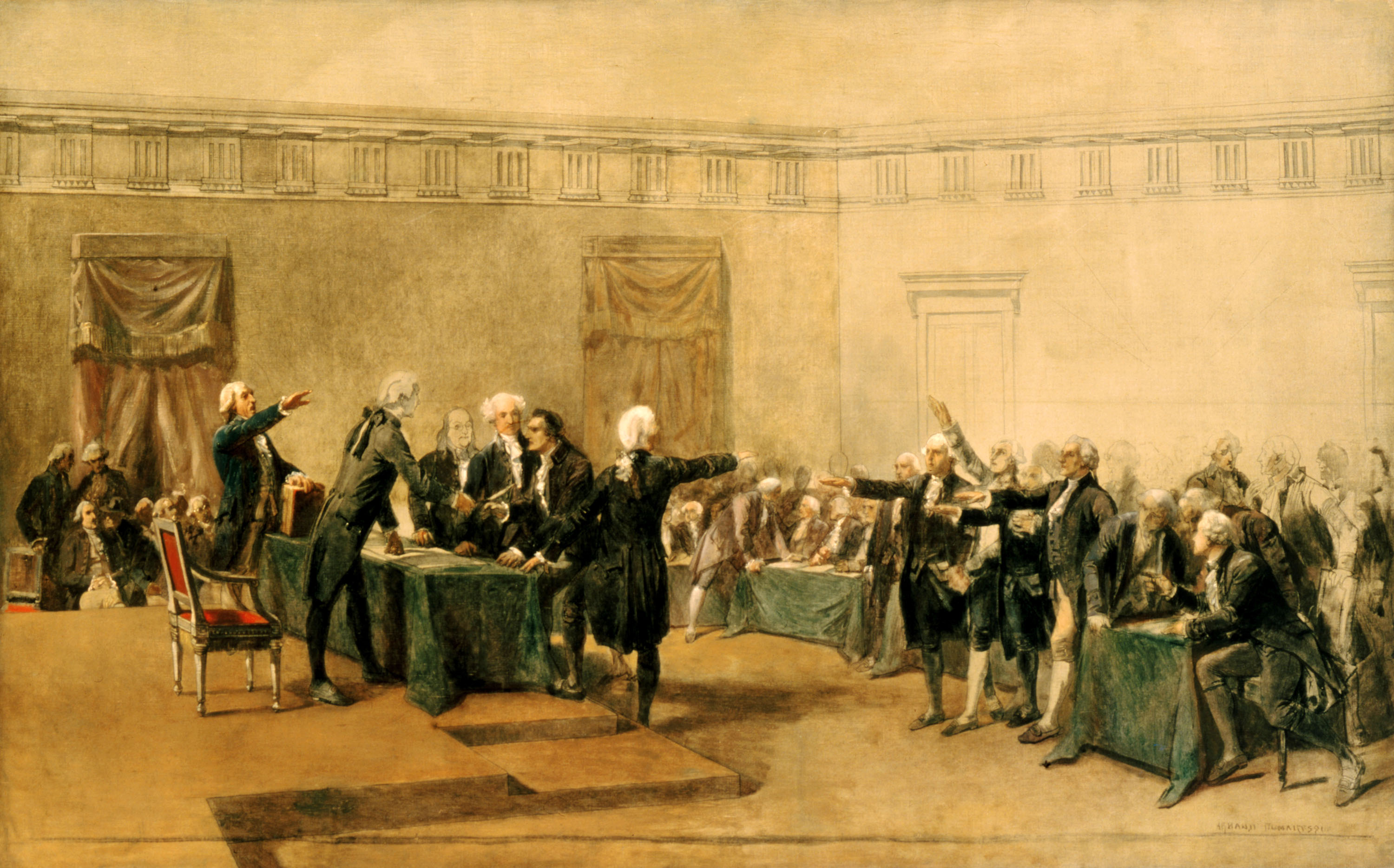
4 juillet : la signature de la déclaration d'indépendance (peinture de Charles Édouard Armand-Dumaresq).

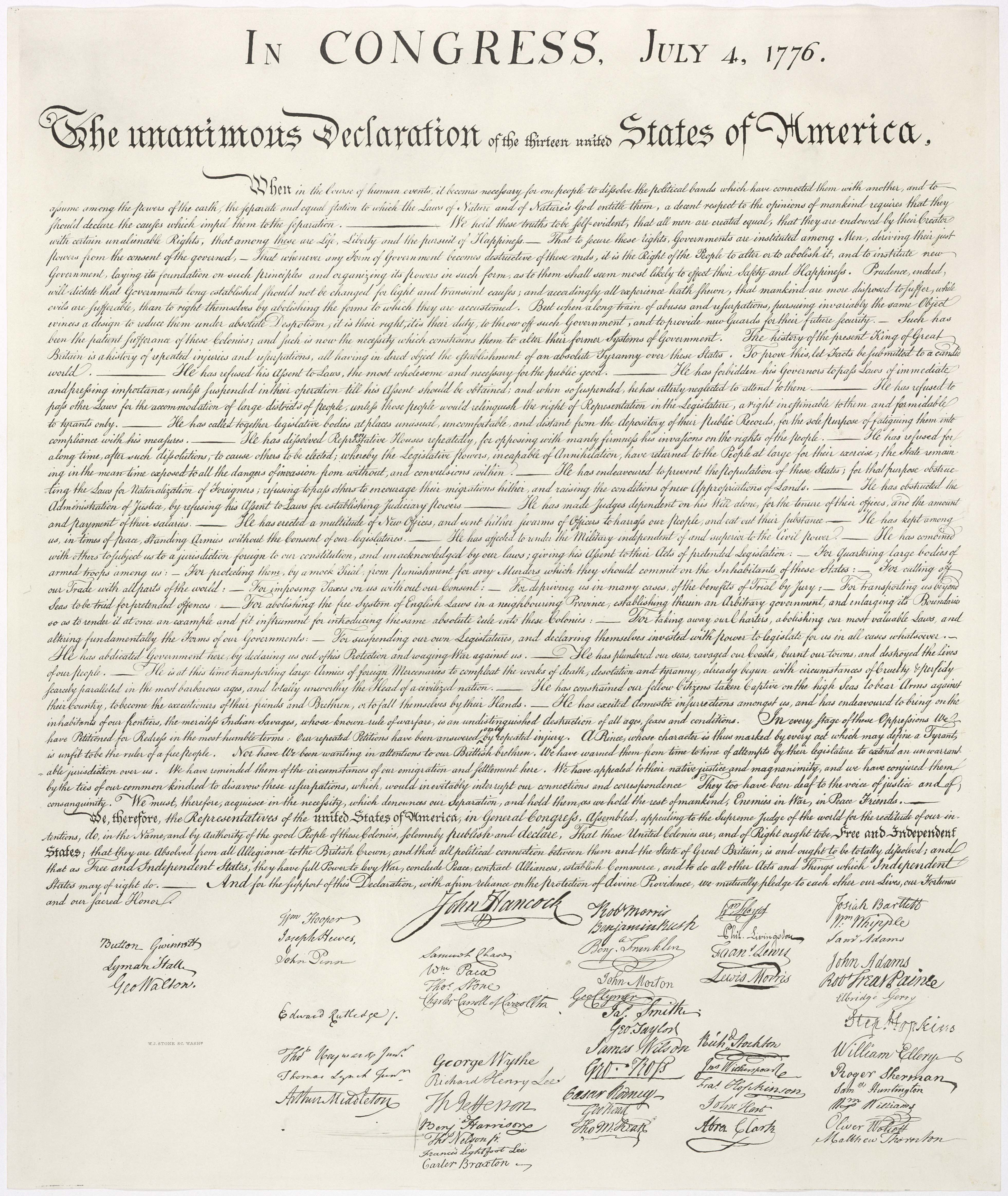
4 juillet : déclaration d'indépendance des États-Unis d'Amérique

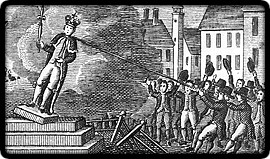
9 juillet : la statue du roi George III est déboulonnée à New York

  - La Déclaration d'indépendance des États-Unis d'Amérique, est approuvée et signée par 56 délégués réunis à l'Independence Hall[1].
  - Dunlap broadside : la Déclaration d'indépendance des États-Unis d'Amérique est imprimée et envoyée à travers les colonies ainsi qu'en Angleterre[2].
  - Fondation d'Uniontown (Pennsylvanie).
- 5 juillet : Patrick Henry devient le premier gouverneur de Virginie (1776-79).
- 8 juillet :
  - La Liberty Bell (ou « cloche de la liberté ») retenti pour la première lecture publique de la Déclaration d'indépendance des États-Unis d'Amérique.
  - Émeutes contre la conscription à Boston.
- 9 juillet : une foule en colère renverse la statue équestre de George III du Royaume-Uni dans Bowling Green à New York.
- 12 juillet, Plymouth : début du troisième voyage du Britannique Cook dans le Pacifique, dans le but de découvrir le passage du Nord-Ouest (fin en 1779). Pendant la première partie de cette expédition, il sillonne à nouveau le milieu du Pacifique. Il atteint le 71e parallèle nord et observe que le passage est bloqué par les glaces[3].

## Naissances
- 8 juillet : Thérèse Garnier, artiste peintre française († après 1844)
- 16 juillet : Ludwig Heinrich Bojanus, médecin et naturaliste allemand († 1827).

## Décès
- 10 juillet : Hsinbyushin, troisième roi de la dynastie Konbaung de Birmanie.
- 21 juillet : Giuseppe Asclepi (né en 1706), jésuite, astronome et physicien italien[4].
- 24 juillet : Giovanni Antonio Lecchi (né en 1702), jésuite, mathématicien et ingénieur hydrographe italien.